# Horizon (ITシステム)
Horizon (ホライゾン)は、富士通UK（旧インターナショナル・コンピューターズ・リミテッド、ICL）によりCとVisual Basic、Oracle Database（非同期ブランチサーバー）、Riposte（同期処理ミドルウェア）で開発されたイギリスの郵便事業会社ポスト・オフィス・リミテッド(Post Office Ltd.)の一部で使用されている勘定系システムである。2013年には少なくとも11,500の支局で運用されており、毎日約600万件の取引を処理していた。
1999年から2015年の間に多数の問題を発生させ、700人以上の郵便局員が横領や不正経理などの無実の罪を着せられた「イギリス郵便局スキャンダル」を引き起こした（後述）。この問題に際して、2009年に郵便局の subpostmaster であった アラン・ベイツ（Alan Bates） が被害者団体 Justice for Subpostmasters Alliance (JFSA)を結成した。

## イギリス郵便局スキャンダル
「British Post Office scandal」も参照。
1990年に富士通がイギリスのICL社の株80%取得し、1990年代にICL社の子会社Pathway社がホライズンを開発した。1998年に富士通がICL社を完全子会社化し、翌年にホライズンをイギリスの郵便局に導入した。2002年に「富士通」の名を冠する現在の社名へ富士通UKと変更されている。
Horizonは2000年に稼働したが、それ以降、原因不明の不一致や損失が郵便支局支局長（サブポストマスター）から報告されるようになった。郵便事業会社は、Horizonは堅牢であり、支局長による支局口座の不足や不一致はHorizonに起因する問題ではないと主張していた。不足分を埋めようとしない、あるいは埋められない支局長は、窃盗、不正会計、詐欺の罪で社内監査局より起訴されることもあった。これは、犯罪の意図を証明するものではなく、あくまでシステムの処理結果が正しいことを前提の上で行われた。にもかかわらず、一部の支局長は会社が窃盗罪を取り下げると言われて、自分の弁護士から偽装会計の罪を認めるように説得された。会社は有罪判決を受けると、有罪判決を受けた支局長に対して犯罪収益法による命令を出し、資産を差し押さえて破産させようとした。郵便事業会社によるこうした行為により数百人が失職したほか、破産、離婚、不当な懲役刑、そして少なくとも4人から最大13人の自殺者を生み出した。
元サブポストマスターのアラン・ベイツを中心とする原告団は郵便事業会社に対して集団訴訟を起こし、英国高等法院（高等裁判所に相当する）は2019年12月16日、原告勝訴の判決を言い渡した。裁判所はシステムにバグ、エラー、欠陥が存在し、これらが原因で支局の口座や取引に明らかな不一致や不足が生じ、取引を正確に処理・記録するはずのHorizonの信頼性が損なわれた可能性があると判断した。高等法院のピーター・フレイザー判事は、このようなことが何度も起こっていたと判断した。
2020年9月、郵便事業会社は有罪判決を受けた44人の支局長の控訴院上訴に反対しないことを宣言した。2020年12月には6人の有罪判決が取り消され、2021年4月には英国控訴院（高等法院の上級裁判所に当たる）がさらに39人の有罪判決を取り消した。この一連の有罪判決は「イギリス史上最大の冤罪事件」などと呼ばれている。
2021年4月、郵便事業会社のニック・リードCEOは、Horizonシステムを新しいクラウドベースのITシステムに置き換えることを発表した。
2022年2月14日、ロンドンの国際紛争解決センターで本件の公聴会が始まる。
2024年1月、後述のテレビドラマがイギリス国内で放映されたのを機にこの問題が注目を集め、富士通UKの親会社である富士通への批判が高まった。2014年にイギリスで郵便局長が次々と訴追され富士通のシステムが使われていたことが報じられていたが、再び富士通の本社がある日本でもこの問題が報じられた。
この問題を受けて、イギリス首相のリシ・スナクは被害者に対して速やかに補償を行うための新たな法律を制定することを2024年1月10日に明らかにした。また、富士通も同社執行役員のポール・パターソンが同月19日に行われたイギリス政府による独立公開調査団の公聴会において、「社会や郵便局長らの信頼に背いたのは明白だ」と述べたほか、同社社長の時田隆仁も同月16日に世界経済フォーラム（WEF）年次総会出席のために訪問したスイス・ダボスでの英国放送協会（BBC）とのインタビューにおいて、「郵便局長らとその家族の人生に壊滅的な影響を与えたことをおわびする」と謝罪した。
政府によると、ホライゾンが証拠となって郵便当局や検察当局から起訴され、有罪判決を受けたとみられる個人は952人に上る。こうした有罪判決は順次取り消され、被害者への補償も進められている。2025年6月末までに、7900人超に計約10億9800万ポンド（約2180億円）が支払われている。

## 関連作品
2024年1月、本騒動を題材としたテレビドラマ『Mr Bates vs the Post Office（ミスター・ベイツ対郵便局）』がイギリスの民放テレビ局ITVで制作・放映された。